# 紅代爾庫爾
48°51′29″N 39°49′10″E / 48.85806°N 39.81944°E
红代爾庫爾（烏克蘭語：Красний Деркул）是位於烏克蘭東部的村莊，由盧甘斯克州夏斯季耶区的希羅基市鎮負責管轄。該村始建於1905年，面積1.1平方公里，海拔高度113米，2001年人口259，人口密度每平方公里235.5人。